# レナン・カルバーリョ・モッタ
レナン・カルバーリョ・モッタ（Renan Carvalho Mota、1992年10月1日 - ）は、ブラジル・パラー州出身のプロサッカー選手。ポジションはMF。

## 来歴
サントスFCの下部組織出身。2011年2月8日、期限付き移籍先のウニオン・サンジョアンECでデビューを果たした。
SCバルエリへの短期移籍を経て、2011年6月29日にサントスFCのトップチームデビュー。その後ECデモクラータ、イトゥアーノFC、アラシャECと期限付き移籍を繰り返した。
2013年8月、アトレチコ・モンテ・アズルに完全移籍。2014年4月29日、12月までの契約でグアラニFCに期限付き移籍。
2014年11月24日、ECサンベントに完全移籍。
2018年12月10日、京都サンガF.C.に完全移籍。2020年12月18日、契約満了による退団が発表された。

## 所属クラブ
ユースチーム経歴
- 2007年 - 2011年  サントスFC

トップチーム経歴
- 2011年 - 2013年  サントスFC
  - 2011年  ウニオン・サンジョアンEC（期限付き移籍）
  - 2011年  SCバルエリ（期限付き移籍）
  - 2012年  ECデモクラータ（期限付き移籍）
  - 2012年  イトゥアーノFC（期限付き移籍）
  - 2013年  アラシャEC（期限付き移籍）
  - 2013年  CAペナポレンセ（期限付き移籍）
- 2014年  アトレチコ・モンテ・アズル
  - 2014年  グアラニFC（期限付き移籍）
- 2015年  ECサンベント
- 2015年 - 2016年  オエステFC
- 2017年  ECサンベント
- 2017年 - 2018年  フィゲイレンセFC
- 2019年 - 2020年  京都サンガF.C.
- 2021年  AAポンチ・プレッタ
- 2021年  ヴィラ・ノヴァFC
- 2022年  コインブラ・エスポルチ・クルベ
  - 2022年  ヴィラ・ノヴァAC（期限付き移籍）
- 2022年  フロレスタEC
- 2023年  ECサンベント
- 2023年 -  キャピタルCF

## Jリーグでの個人成績
| 国内大会個人成績 | 国内大会個人成績 | 国内大会個人成績 | 国内大会個人成績 | 国内大会個人成績 | 国内大会個人成績 | 国内大会個人成績 | 国内大会個人成績 | 国内大会個人成績 | 国内大会個人成績 | 国内大会個人成績 | 国内大会個人成績 |
| 年度             | クラブ           | 背番号           | リーグ           | リーグ戦         | リーグ戦         | リーグ杯         | リーグ杯         | オープン杯       | オープン杯       | 期間通算         | 期間通算         |
| 年度             | クラブ           | 背番号           | リーグ           | 出場             | 得点             | 出場             | 得点             | 出場             | 得点             | 出場             | 得点             |
| 日本             | 日本             | 日本             | 日本             | リーグ戦         | リーグ戦         | リーグ杯         | リーグ杯         | 天皇杯           | 天皇杯           | 期間通算         | 期間通算         |
| ---------------- | ---------------- | ---------------- | ---------------- | ---------------- | ---------------- | ---------------- | ---------------- | ---------------- | ---------------- | ---------------- | ---------------- |
| 2019             | 京都             | 7                | J2               | 8                | 0                | -                | -                | 1                | 0                | 9                | 0                |
| 2020             | 京都             | 7                | J2               | 9                | 0                | -                | -                | -                | -                | 9                | 0                |
| 通算             | 日本             | 日本             | J2               | 17               | 0                | -                | -                | 1                | 0                | 18               | 0                |
| 総通算           | 総通算           | 総通算           | 総通算           | 17               | 0                | -                | -                | 1                | 0                | 18               | 0                |